# 巴伦 (乌得勒支省)
巴伦（荷蘭語：Baarn，荷蘭語：[baːrn] ⓘ）是荷蘭乌得勒支省的一個市镇，位於荷蘭中部。

## 外部連結
- .  (第11版). London. 1911.
- 维基共享资源上的相關多媒體資源：巴伦
- 官方网站